# Adama Manneh
Adama Manneh (geb. 1980) ist eine gambische Leichtathletin.

## Leben
Im März 2001 trat sie bei den Inter Schools Athletics für die Gambia Senior Secondary School an und gewann die Läufe über 200, 400 und 800 Meter.
Am 12. Mai 2001 startete sie bei den International Solidarity Athletics in Bakau (Gambia). Dort stellte sie mit O. Jatta, S. Colley und Adama Njie mit einer Zeit von 4:05,53 min einen gambischen Nationalrekord bei der 4-mal-400-Meter-Staffel auf. Manneh selbst lief die Strecke in 1:00,99 min. Dieser Rekord wurde am 14. Mai 2017 in Conakry (Guinea) mit einer Zeit von 3:52,8 min von einer gambischen Staffel unterboten.
Am 16. Juni 2001 war sie beim National Youth Conference and Festival (Nayconf) Schnellste über 800 Meter. Eine Woche später gewann sie den Olympic Day Run über 5 km.
Im November 2001 siegte sie beim Brufut Run über 4 km vor Jay Secka, der mehrfachen Siegerin des Laufs. Im selben Monat wurde sie als Vertreterin der Athletinnen im gambischen Leichtathletikverband (GAA) gewählt.
Ende Mai 2002 nahm sie an der Solidarity Championship in Bakau (Gambia) mit anderen gambischen Sportlern teil.
Von weiteren Wettbewerbsteilnahmen und ihrem weiteren Leben ist nichts bekannt.